# نبرد کوس

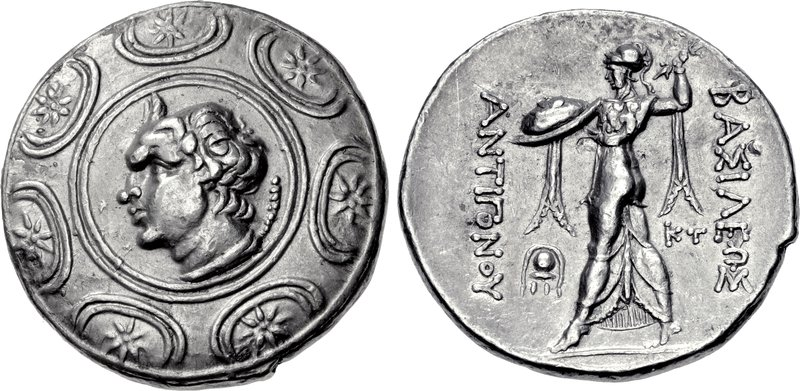
سکه های دودمان آنتیگونی

نبرد کوس یک درگیری در حدود سال ۲۶۱ پ. م، یا تا اواخر ۲۵۵ پ. م، بین ناوگان دودمان آنتیگونی و ناوگان امپراتوری بطلمیوسی در محدوده جزیره کوس بود. آنتیگون دوم نیروهای خود را به پیروزی رساند، او احتمالاً بر پاتروکلوس، دریاسالار بطلمیوس دوم را شکست داده باشد. این‌گونه حدس زده می‌شود که این نبرد به‌طور گسترده به کنترل بطلمیوسی‌ها بر دریای اژه آسیب وارد کرده‌است، اما این موضوع مورد بحث و مناقشه قرار دارد پس از نبرد، آنتیگون کشتی خود را به آپولون تقدیم کرد.
تاریخ نبرد نامشخص است، اگرچه باید در زمان ۲۶۲–۲۵۶ پ. م باشد. هموند معتقد است قدمت آن را به ۲۵۵ پ. م می‌رسد، اما امروزه زمان آن را در ۲۶۱ پ. م قرار می‌دهند.
نبرد کوس توسط محققان امروزی به عنوان یکی از سه نبرد دریایی احتمالی - همراه با نبرد آمورگوس (۳۲۲ پ. م) و نبرد سالامیس (۳۰۶ پ. م) - پیشنهاد شده‌است که موقعیتی را برای برپایی مجسمه نیکه ساموتراس فراهم کرد.